# Papyrus Oxyrhynchos 3522
Papyrus Oxyrhynchos 3522 (også kaldet P.Oxy.L 3522; Rahlfs 857) er et Septuaginta-manuskript (LXX) fra den bibelske Jobs Bog, fundet ved Oxyrhynchos. Palæografiske undersøgelser viser, at fragmentet stammer fra det første århundrede fvt. I øjeblikket opbevares manuskriptet i Ashmolean Museum i Oxford.
Manuskriptet indeholder tetragrammaton til at repræsentere det guddommelige navn på Gud (YHWH) skrevet i paleo-hebraisk skrift ().
Tekst ifølge A. R. Meyer:
κ]αι εθαυμασαν οσα επ[ηγα

γε]ν ο 𐤉𐤄𐤅𐤄 επαυτον εδ[ωκε

δε ]αυτω εκαστος αμναδα μι

αν] και τετραχμον χρυσουν

α]σημον ο δε 𐤉𐤄𐤅𐤄 ευλογη

σ]εν τα εσχατα ϊωβ η τα [εμ

π]ροσθεν ην δε τα κτ[ηνη

αυτου προβα]τα μυρια[ τε :232 